# 윈도우 서버 2025
윈도우 서버 2025(Windows Server 2025)는 마이크로소프트에서 제작하여 윈도우 서버 브랜드 이름으로 출시한 윈도우 NT 운영체제의 14번째이자 현재 주요 버전이다. 2024년 11월 1일에 출시되었다.
마이크로소프트는 sudo 명령 기능이 윈도우 서버 2025에서 사용 가능할 것이라고 발표했지만 윈도우 11 빌드 26052가 출시되면서 이 기능이 윈도우 11에서만 사용 가능하다는 것을 확인했다. 그럼에도 불구하고 일부 사용자는 미리 보기에서 sudo 명령 추적을 발견했다. 마이크로소프트는 실수로 추가되었으며 향후 릴리스에서 비활성화될 것이라고 밝혔다.

## 기능
윈도우 서버 2025에는 다음과 같은 기능이 있다.
- 서버 플라이팅(Server Flighting), 윈도우 업데이트를 통해 새 릴리스로 업그레이드하는 기능
- 종량제(Pay-as-you-go) 구독
- QUIC를 통한 SMB
- 핫패칭[3]